# Jollas
Pour les articles ayant des titres homophones, voir Jolas.
Genre
Synonymes
- Oningis Simon, 1901

Jollas est un genre d'araignées aranéomorphes de la famille des Salticidae.

## Distribution
Les espèces de ce genre se rencontrent en Amérique du Sud, en Amérique centrale et aux Antilles.

## Liste des espèces
Selon World Spider Catalog (version 25.5, 02/01/2025) :
- Jollas amazonicus Galiano, 1991
- Jollas armatus (Bryant, 1943)
- Jollas cellulanus (Galiano, 1989)
- Jollas crassus (Bryant, 1943)
- Jollas cupreus W. Maddison, 2020
- Jollas flabellatus (Galiano, 1989)
- Jollas geniculatus Simon, 1901
- Jollas hawkeswoodi Makhan, 2007
- Jollas leucoproctus (Mello-Leitão, 1944)
- Jollas manantiales Galiano, 1991
- Jollas minutus (Petrunkevitch, 1930)
- Jollas oklanderae Baigorria & Rubio, 2024
- Jollas paranacito Galiano, 1991
- Jollas pompatus (G. W. Peckham & E. G. Peckham, 1894)
- Jollas puntalara Galiano, 1991
- Jollas richardwellsi Makhan, 2009

## Systématique et taxinomie
Ce genre a été décrit par Simon en 1901 dans les Attidae.
Oningis a été placé en synonymie par Galiano en 1991.

## Publication originale
- Simon, 1901 : « Descriptions d'arachnides nouveaux de la famille des Attidae (suite). » Annales de la Société Entomologique de Belgique, vol. 45, p. 141-161.